# Laurent Monsengwo Pasinya
Laurent Monsengwo Pasinya (1939-2021) là một Hồng y người Congo của Giáo hội Công giáo Rôma. Ông từng đảm nhiệm vị trí Tổng giám mục Tổng giáo phận Kinshasa từ năm 2007 đến năm 2018 và thành viên Hội đồng Hồng y Tư vấn, từ năm 2013 đến năm 2018. Trước đó, ông còn đảm nhiệm các chức vụ quan trọng khác như: Chủ tịch Hội đồng Giám mục Congo và Chủ tịch Liên Hội đồng Giám mục Châu Phi và Madagascar.

## Linh mục
Hồng y Pasinya sinh ngày 7 tháng 10 năm 1939, tại Mongobele, Cộng hòa Dân chủ Congo. Sau khi học chủng viện tại quê nhà, chủng sinh Pasinya đã đến Rôma để nghiên cứu thần học tại Đại học Urbanian Urban. Ngày 21 tháng 12 năm 1963, ông được thụ phong chức vị linh mục, bởi Grégoire-Pierre XV (François) Agagianian, Tổng trưởng Thánh bộ Truyền giáo. Tân linh mục Pasinya trở thành thành viên linh mục đoàn Giáo phận Inongo.

## Giám mục
Ngày 13 tháng 2 năm 1980, Tòa Thánh loan tin chọn vị linh mục trẻ tuổi Laurent Monsengwo Pasinya làm Giám mục Phụ tá Giáo phận Inongo và chức danh Giám mục Hiệu tòa Aquae Novae in Proconsulari. Tân giám mục được cử hành nghi thức tấn phong vào ngày 4 tháng 5. Các vị chủ sự nghi thức gồm: Giáo hoàng Gioan Phaolô II làm Chủ phong, Hai vị phụ phong có Agnelo Rossi, Tổng trưởng Thánh bộ Truyền giáo và Hồng y Joseph-Albert Malula, Tổng giám mục Tổng giáo phận Kinshasa, Congo. Tân giám mục chọn khẩu hiệu:In fide veritatis. Chưa đầy một năm sau khi được tấn phong, Tòa Thánh thuyên chuyển Giám mục Pasinya làm Giám mục Phụ tá Tổng giáo phận Kisangani ngày 7 tháng 4 năm 1981.

## Tổng giám mục

### Hoạt động tôn giáo
Bảy năm sau, ngày 1 tháng 9 năm 1988, ông được thăng làm Tổng giám mục Kisangani. Tháng 7 năm 2004, ông tái đắc cử chức vị Chủ tịch Hội đồng Giám mục Congo và giữ chức vị này đến năm 2008. Ngày 6 tháng 2 năm 2007, Tòa Thánh thuyên chuyển Tổng giám mục Pasinya vào chức vị Tổng giám mục Tổng giáo phận Kinshasa. Ông chính thức nhận chức vị này ngày 2 tháng 2 năm 2008. Ngoài ra, từ năm 1984 đến năm 1992, ông là Chủ tịch Hội đồng Giám mục Congo. Từ năm 1997 đến năm 2003, ông là Chủ tịch Liên Hội đồng Giám mục Châu Phi và Madagascar.

### Tham gia chính trị
Trong những năm 1990, ông đảm nhận cương vị Chủ tịch Thượng Hội đồng Tôn giáo của Nhà nước Cộng hòa Lâm thời Congo, trong quá trình chuyển đổi đất nước, thay thế, cải cách từ chế độ độc tài của Mobutu Sese Seko sang nền dân chủ. Năm 1994, ông được chọn làm Phát ngôn viên của chính quyền lâm thời, phụ trách soạn thảo hiến pháp và thành lập một chính phủ dân chủ chuyển tiếp để chuẩn bị cho cuộc tổng tuyển cử. Tổng giám mục Monsengwo Pasinya đã kêu gọi bảo vệ quyền con người ở Congo và phần còn lại của Châu Phi và nhìn nhận con người thông qua khái niệm của Kitô giáo về nhân loại.

## Thăng Hồng y
Trong Công nghị Hồng y 2010 được cử hành ngày 20 tháng 11, Giáo hoàng Biển Đức XVI vinh thăng Tổng giám mục Pasinya tước vị Hồng y Nhà thờ Santa Maria "Regina Pacis" in Ostia mare. Ngày 22 tháng 1 năm 2011, ông đã đến nhận nhà thờ hiệu tòa này.
Ngày 30 tháng 6 năm 2012, ông được chọn làm Chủ tịch của Thượng Hội đồng Giám mục lần thứ XIII được tổ chức tại Vatican vào ngày 7 đến 28 tháng 10 năm 2012 với chủ đề "Phúc Âm hóa mới cho phương thức Truyền bá Phúc Âm". Ngày 13 tháng 4 năm 2013, Giáo hoàng Phanxicô chọn Hồng y Pasinya làm Thành viên Hội đồng Hồng y Tư vấn. Ngoài ra, hồng y Pasinya còn tham dự Thượng Hội đồng Giám mục ngoại thường lần thứ III vào tháng 10 năm 2014 với chủ đề: Những thách thức mục vụ của gia đình trong bối cảnh Phúc âm hóa" và Thượng Hội đồng Giám mục lần thứ XIV về Ơn gọi và sứ mệnh của gia đình trong Giáo hội và Thế giới Đương đại vào tháng 10 năm 2015.
Ngày 1 tháng 11 năm 2018, Tòa Thánh loan tin xác nhận chấp thuận đơn xin từ nhiệm của Hồng y Pasinya theo lý do tuổi tác. Ngày 12 tháng 12 nămm 2018, Giáo hoàng rút ông ra khỏi Hội đồng Hồng y Tư vấn.